# Diana Belbiță
Diana Belbiță, née le 26 juin 1996 à Strehaia dans le județ de Mehedinți, a été une pratiquante d'arts martiaux mixtes (MMA) roumaine naturalisée canadienne de 2014 à 2025. Elle a combattu dans les catégories de poids paille, poids mouche et poids coq de l'Ultimate Fighting Championship.

## Carrière dans les arts martiaux mixtes

### Débuts (2014-2019)
Diana Irena Belbiță commence sa carrière professionnelle dans les arts martiaux mixtes en 2014. Entre avril 2014 et mai 2019, elle amasse 13 victoires en 17 combats, dont 11 au Real Xtreme Fighting (RXF) (en), fédération roumaine. 
Durant ses années en Europe, elle échoue 3 fois à capturer un titre dans différentes fédérations : le titre des poids coqs du RXF en juin 2015 contre Cristina Stanciu, le titre des poids mouches du KSW en mai 2017 contre Ariane Lipski (en) et le titre des poids mouches du SFC en septembre 2017 contre Iony Razafiarison. 

### Parcours au sein de l'Ultimate Fighting Championship (2019-2025)
En avril 2019, Diana Belbiță signe avec l'Ultimate Fighting Championship (UFC). 
Elle dispute son premier combat dans la fédération contre l'Anglaise Molly McCann (en) le 18 octobre 2019 à Boston. Elle perd l'affrontement via décision unanime (30-26, 30-26, 30-26), s'étant fait déduire d'un point au 2e round pour avoir agrippé la cage à plusieurs reprises. 
Elle dispute son deuxième combat le 15 juillet 2020 à Abou Dabi contre la Géorgienne Liana Jojua (en). Elle perd par soumission au 1er round. 
Le 24 juillet 2021, elle fait ses débuts dans la division des poids pailles et vainc l'Américaine Hannah Goldy (en) via décision unanime. 
Le 19 février 2022, elle perd face à la Brésilienne Gloria de Paula (en) via décision unanime. 
Le 10 juin 2023, lors de l'UFC 289, elle vainc la Brésilienne Maria Oliveira via décision unanime.
Le 7 octobre 2023, Belbita perd face à la Polonaise Karolina Kowalkiewicz via décision unanime.
Le 3 février 2024, elle est défaite par Molly McCann, via soumission par clé de bras.
Le 5 avril 2025, elle s'incline de nouveau face à Dione Barbosa, via soumission par étranglement bras-triangle.
Elle annonce son retrait de la compétition en arts martiaux mixtes le 8 avril 2025 .

## Palmarès en arts martiaux mixtes
| 25 combats     | 15 victoires | 10 défaites |
| Par KO         | 6            | 0           |
| Par soumission | 4            | 6           |
| Sur décision   | 5            | 4           |

| Résultat | Record | Adversaire            | Méthode                                 | Événement                            | Date              | Round | Temps | Lieu                                        | Notes                                          |
| -------- | ------ | --------------------- | --------------------------------------- | ------------------------------------ | ----------------- | ----- | ----- | ------------------------------------------- | ---------------------------------------------- |
| Défaite  | 15–10  | Dione Barbosa         | Soumission (étranglement bras-triangle) | UFC sur ESPN : Emmett contre Murphy  | 5 avril 2025      | 1     | 4:13  | Las Vegas, Nevada, États-Unis               | Retour au poids mouche                         |
| Défaite  | 15–9   | Molly McCann          | Soumission (clé de bras)                | UFC Fight Night: Dolidze vs. Imavov  | 3 février 2024    | 1     | 4:59  | Las Vegas, Nevada, États-Unis               |                                                |
| Défaite  | 15–8   | Karolina Kowalkiewicz | Decision unanime                        | UFC Fight Night: Dawson vs. Green    | 7 octobre 2023    | 3     | 5:00  | Las Vegas, Nevada, États-Unis               |                                                |
| Victoire | 15-7   | Maria Oliveira        | Décision unanime                        | UFC 289: Nunes vs. Aldana            | 10 juin 2023      | 3     | 5:00  | Vancouver, Colombie-Britannique, Canada     |                                                |
| Défaite  | 14-7   | Gloria de Paula       | Décision unanime                        | UFC Fight Night: Walker vs. Hill     | 19 février 2022   | 3     | 5:00  | Las Vegas, Nevada, États-Unis               |                                                |
| Victoire | 14-6   | Hannah Goldy          | Décision unanime                        | UFC on ESPN: Sandhagen vs. Dillashaw | 24 juillet 2021   | 3     | 5:00  | Las Vegas, Nevada, États-Unis               | Début dans la catégorie des poids pailles.     |
| Défaite  | 13-6   | Liana Jojua           | Soumission (clé de bras)                | UFC on ESPN: Kattar vs. Ige          | 15 juillet 2020   | 1     | 2:47  | Abou Dabi, Émirats arabes unis              |                                                |
| Défaite  | 13-5   | Molly McCann          | Décision unanime                        | UFC on ESPN: Reyes vs. Weidman       | 18 octobre 2019   | 3     | 5:00  | Boston, Massachusetts, États-Unis           |                                                |
| Victoire | 13-4   | Ana Maria Pal         | Soumission (clé de bras)                | RXF 34: Brașov                       | 13 mai 2019       | 2     | 3:26  | Brașov, Roumanie                            |                                                |
| Victoire | 12-4   | Milena Bojić          | TKO (coups de poing)                    | RXF 33: MMA All Stars 6              | 10 décembre 2018  | 1     | 0:17  | Bucarest, Roumanie                          |                                                |
| Victoire | 11-4   | Ana Maria Pal         | Soumission (clé de bras)                | RXF 30: Bucharest                    | 20 août 2018      | 2     | 1:35  | Bucarest, Roumanie                          |                                                |
| Victoire | 10-4   | Christina Neza        | TKO (coups de poing)                    | RXF 29: MMA All Stars 5              | 18 décembre 2017  | 3     | 0:49  | Brașov, Roumanie                            |                                                |
| Défaite  | 9-4    | Iony Razafiarison     | Soumission (étranglement en guillotine) | Superior Fighting Championship 18    | 16 septembre 2017 | 2     | 1:21  | Ludwigshafen, Rhénanie-Palatinat, Allemagne | Combat pour le titre des poids mouches du SFC. |
| Victoire | 9-3    | Morgane Manfredi      | Décision majoritaire                    | RXF 27: Next Fighter                 | 29 juillet 2017   | 3     | 5:00  | Piatra Neamț, Roumanie                      |                                                |
| Défaite  | 8-3    | Ariane Lipski         | Soumission (clé de bras)                | KSW 39: Colosseum                    | 27 mai 2017       | 1     | 4:52  | Varsovie, Pologne                           | Combat pour le titre des poids mouches du KSW. |
| Victoire | 8-2    | Katarzyna Lubonska    | Décision unanime                        | KSW 36: Materla vs. Palhares         | 1er octobre 2016  | 3     | 5:00  | Zielona Góra, Pologne                       | Début dans la catégorie des poids mouches.     |
| Victoire | 7-2    | Furo Virag            | TKO (coups de coude)                    | RXF 23: Judgment Day                 | 6 juin 2016       | 1     | 2:08  | Bucarest, Roumanie                          |                                                |
| Victoire | 6-2    | Paulina Borkowska     | TKO (head kick puis coups de poing)     | RXF 22: Romania vs. Poland           | 21 mars 2016      | 1     | 4:00  | Bucarest, Roumanie                          |                                                |
| Défaite  | 5-2    | Eeva Siiskonen        | Décision partagée                       | Lappeenranta Fight Night 14          | 28 novembre 2015  | 2     | 1:20  | Lappeenranta, Carélie du Sud, Finlande      |                                                |
| Défaite  | 5-1    | Cristina Stanciu      | Soumission (clé de bras)                | RXF 18: Cluj-Napoca                  | 15 juin 2015      | 1     | 2:41  | Cluj-Napoca, Roumanie                       | Combat pour le titre des poids coqs du RXF.    |
| Victoire | 5-0    | Renata Cseh-Lantos    | Décision unanime                        | RXF 17: Fight Night                  | 16 mars 2015      | 1     | 2:24  | Craiova, Roumanie                           |                                                |
| Victoire | 4-0    | Roxanei Crisan        | TKO (coups de poing)                    | Ultimate Fighting Tournament 3       | 7 novembre 2014   | 1     |       | Cluj-Napoca, Roumanie                       |                                                |
| Victoire | 3-0    | Alice Ardelean        | Soumission (clé de bras)                | RXF 14: Coming to America            | 3 novembre 2014   | 2     | 3:05  | Sibiu, Roumanie                             |                                                |
| Victoire | 2-0    | Roxana Dinescu        | Soumission (clé de bras)                | RXF 12: Bataie ca-n Las Vegas        | 4 août 2014       | 2     | 4:12  | Mamaia (Constanța), Roumanie                |                                                |
| Victoire | 1-0    | Roxanei Crisan        | TKO (coups de poing)                    | RXF 10: Drobeta                      | 5 avril 2014      | 1     | 1:22  | Drobeta-Turnu Severin, Roumanie             |                                                |

## Vie privée
Diana Belbiță réside dans la province canadienne de l'Ontario depuis 2019. 